# Rok Perko
Rok Perko (Kranj, 10 juni 1985) is een Sloveens  alpineskiër. Hij nam eenmaal deel aan de Olympische Winterspelen, maar behaalde geen medaille.

## Carrière
Perko maakte zijn wereldbekerdebuut in november 2004 tijdens de afdaling in Lake Louise. Op 15 december 2012 eindigde hij een eerste keer op het podium van een wereldbekerwedstrijd: op de afdaling van Val Gardena eindigde hij op een tweede plaats.
In 2010 nam Perko een eerste keer deel aan de Olympische Winterspelen. Hij eindigde 14e op de Olympische afdaling.

## Resultaten

### Titels
Sloveens kampioen Super G – 2004, 2007, 2008, 2009
Sloveens kampioen Afdaling – 2006, 2007, 2009, 2012
Sloveens kampioen Reuzenslalom - 2009
Sloveens kampioen Combinatie - 2007

### Olympische Spelen
| Jaar | Plaats    | Resultaten   |
| ---- | --------- | ------------ |
| 2010 | Vancouver | 14e Afdaling |

### Wereldkampioenschappen
| Jaar | Plaats                 | Resultaten                                     |
| ---- | ---------------------- | ---------------------------------------------- |
| 2007 | Åre                    | DNF1 Super G DNF1 Afdaling DNF Supercombinatie |
| 2009 | Val-d'Isère            | 22e Afdaling DNF1 Super G DNS2 Supercombinatie |
| 2011 | Garmisch-Partenkirchen | 19e Afdaling                                   |
| 2013 | Schladming             | 35e Afdaling                                   |
| 2017 | Sankt Moritz           | 38e Afdaling                                   |

### Wereldbeker

#### Eindklasseringen
| Seizoen   | Algm | AD  | SG  | SC  |
| --------- | ---- | --- | --- | --- |
| 2005/2006 | 144e | -   | -   | 51e |
| 2006/2007 | 130e | 51e | -   | -   |
| 2007/2008 | 122e | 50e | -   | 44e |
| 2008/2009 | 98e  | 38e | 49e | -   |
| 2009/2010 | 92e  | 33e | 58e | -   |
| 2010/2011 | 150e | 56e | -   | -   |
| 2011/2012 | 110e | 51e | 41e | -   |
| 2012/2013 | 54e  | 16e | 36e | -   |
| 2013/2014 | 109e | 47e | 40e | -   |